# انبر پورت

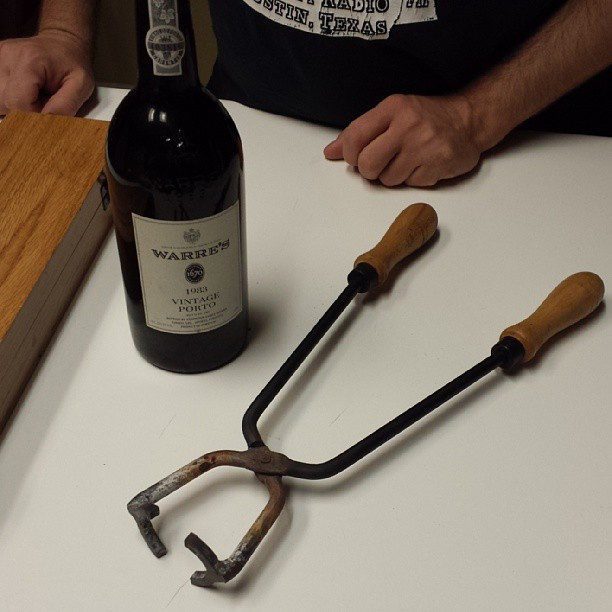
انبر پورت در کنار یک بطری شراب پورت.

انبر پورت (پرتغالی: Tenaz) مجموعه‌ای خاص از انبرها هستند که برای باز کردن بطری‌های شراب که با چوب پنبه بسته شده‌اند، طراحی شده است. انبرها روی شعله گرم می‌شوند و به مدت ۲۰ تا ۳۰ ثانیه روی گردن بطری شراب نگه داشته می‌شوند. بخش گرم شده بطری سپس با یک پارچه مرطوب یا آب یخ خنک می‌شود که باعث شکست شیشه به دلیل انبساط حرارتی می‌شود. نتیجه معمولاً یک شکست تمیز و قابل پیش‌بینی است. هنگام ریختن شراب در یک دکانتر، هرگونه خرده‌شیشه احتمالی به همراه هرگونه رسوب، صاف می‌شوند.
این انبرها برای استفاده در زمانی طراحی شده‌اند که درپوش چوب‌پنبه ای با یک چوب‌پنبه‌بازکن معمولی قابل برداشتن نباشد، مانند درپوش‌های قدیمی که ممکن است خرد شوند و به داخل شراب بریزند. این موضوع بیشتر در مورد شراب‌های تقویت‌شده با الکل بالا، مانند شراب پورت، رایج است: الکل به عنوان یک نگهدارنده طبیعی عمل می‌کند و اجازه می‌دهد شراب برای دهه‌ها جا بیفتد. این انبرها می‌توانند برای هر نوع بطری استفاده شوند، اما معمولاً رایج نیستند. در خارج از پرتغال، معمولاً فقط در اماکن بسیار مجهز و با کیفیت بالا یافت می‌شوند.
انبرهای پورت در منطقه دورو اختراع شدند.
پورت تنگ‌ها در منطقه دوئرو اختراع شدند.